# 小欧蒂尼
小欧蒂尼（法語：Autigny-le-Petit，法語發音：[otiɲi lə pəti]）是法国上马恩省的一个市镇，与大欧蒂尼相邻，属于圣迪济耶区。

## 地理
小欧蒂尼（48°28'54"N, 5°8'10"E）面积2.53 平方千米，位于法国大東部大區上马恩省，该省份为法国东北部内陆省份，北起马恩省和默兹省，西接奥布省，西南接科多尔省，东南接上索恩省，东临孚日省。
与小欧蒂尼接壤的市镇（或旧市镇、城区）包括：奥讷勒瓦勒、大欧蒂尼、沙通吕-索梅尔蒙、屈雷勒。

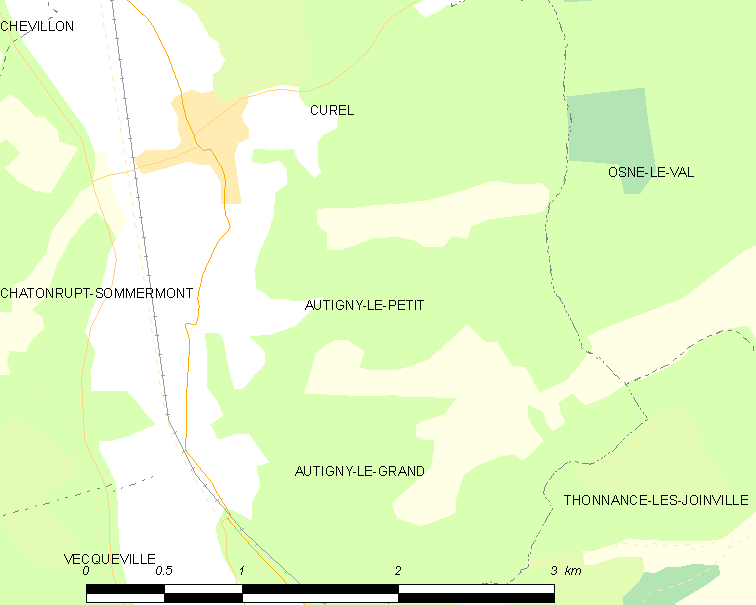
小欧蒂尼的OSM定位图

小欧蒂尼的时区为UTC+01:00、UTC+02:00（夏令时）。

## 行政
小欧蒂尼的邮政编码为52300，INSEE市镇编码为52030。

## 政治
小欧蒂尼所属的省级选区为茹安维尔县。

## 人口

1962-2008年间小欧蒂尼人口变化图示

小欧蒂尼于2022年1月1日时的人口数量为55人。